# Guilliers

Guilliers este o comună în departamentul Morbihan, Franța. În 1 ianuarie 2022 avea o populație de 1.352 de locuitori.